# Barynotus obscurus
Barynotus obscurus är en skalbaggsart som först beskrevs av Fabricius 1775.  Barynotus obscurus ingår i släktet Barynotus, och familjen vivlar. Arten är reproducerande i Sverige.

## Bildgalleri

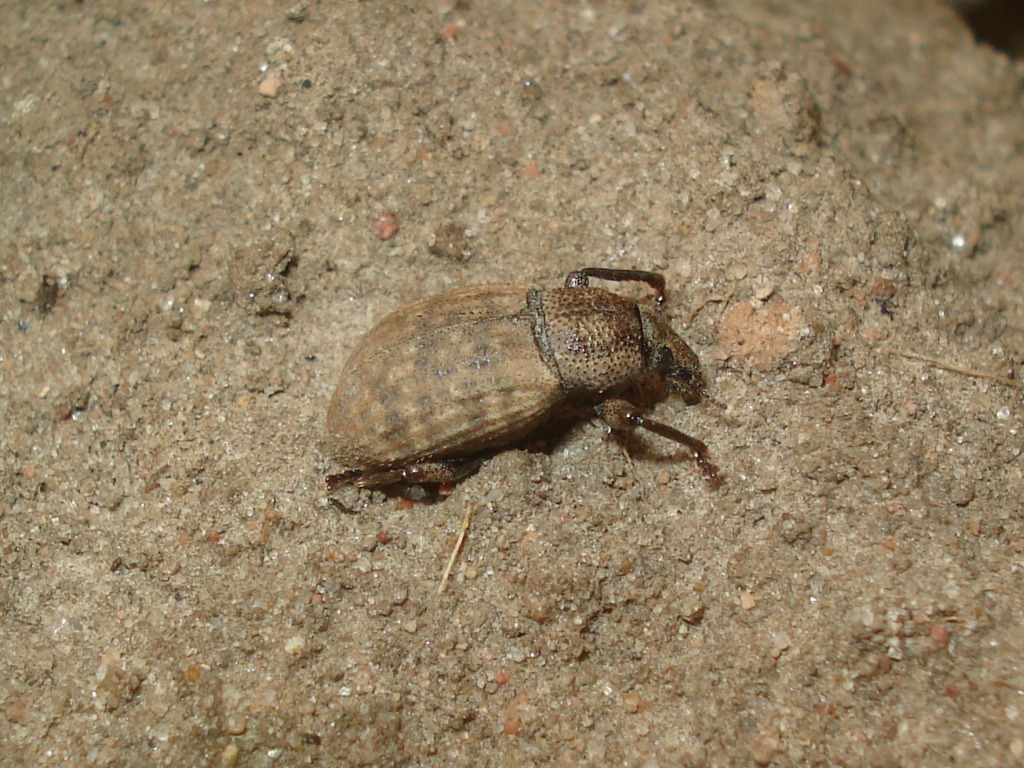